# ساو خوسيه دوس راموس
ساو خوسيه دوس راموس بلدية في ولاية بارايبا في المنطقة الشمالية الشرقية من البرازيل.